# Затравленная (фильм, 2007)
«Затравленная» (англ. Hounddog) — фильм-драма Деборы Кампмейер.

## Сюжет
Фильм относит нас к южному захолустью США середины 1960-х годов. Провинциальный город Алабама. Здесь находится обшарпанная лачуга, бедность которой сильно бросается в глаза. В ней живёт ничем не примечательная семья — вечно пьяный папаша, в которого позже ударяет молния, строгая бабушка, хранящая дома ружье, и 12-летняя девочка Луэллен, которая без ума от Элвиса Пресли и его песни " Hound Dog".
Луэллен бегает по лесу, плавает в пруду, помогает бабушке, ловит змей… Она ходит босиком, в грязном платье и с немытыми волосами, ведь матери у нее нет.
И вот Элвис приезжает в её городок.

## В ролях
| Актёр          | Роль       |
| -------------- | ---------- |
| Дакота Фэннинг | Луэллен    |
| Дэвид Морс     | Папочка    |
| Пайпер Лори    | Бабушка    |
| Изабель Фурман | «Кузнечик» |

## Критика
Этот проект был подвергнут жесткой критике в адрес Дакоты Фэннинг и её матери. Выражались призывы посадить её мать в тюрьму по статье о детской порнографии, так как она позволила тринадцатилетней дочери сняться в этих сценах самой, без дублёра.
Дакота говорит об этом так:

Это кино, это называется актерской игрой. Меня привлекло в этом фильме то, что моя героиня показывает людям, что можно преодолеть несчастье в жизни, оно не ограничит вас. У моего персонажа есть много талантов и интересов, и если с ней случилось что-то ужасное, это не значит, что у неё не может быть хорошей и даже замечательной жизни. Я хотела работать над этим фильмом, потому что думала, что он мог бы помочь человеку, с которым это случилось, мог бы помочь преодолеть бедственную ситуацию.